# ゆめはんな
ゆめはんなとは、大阪府と奈良県を結ぶ大阪市営地下鉄（現在の大阪市高速電気軌道〈Osaka Metro〉）中央線と近畿日本鉄道（近鉄）けいはんな線に付けられた統一愛称である。

## 概要
2000年10月に着工した近鉄の新線である生駒駅 - 学研奈良登美ヶ丘駅間が2006年3月27日に開業することを受けて、利用者に生駒駅でけいはんな線から乗り換えることなく本町方面と行き来できることをアピールするため、大阪市交通局（当時）と近鉄が相互直通運転を行っていた大阪市営地下鉄中央線・近鉄東大阪線（当時）・近鉄けいはんな線の愛称を2005年7月1日 - 8月31日まで募集をしていた。
関西文化学術研究都市（愛称：けいはんな学研都市）・東大阪市周辺のものづくりゾーン・大阪市中心部のビジネス街・大阪ベイエリアを結んでおり、ひらがなを使用していることで、語感がやさしく親しみやすいイメージがあり、けいはんな学研都市と大阪ベイエリアが一つに結ばれているということの未来への期待感があることからこの愛称が選定された。
なお、当初は新線の生駒駅 - 学研奈良登美ヶ丘駅間はけいはんな線、既存区間の長田駅 - 生駒駅間は東大阪線であったため、大阪市営地下鉄中央線との3線の愛称を募集していたが、募集期間中に近鉄が東大阪線をけいはんな線に改称することが発表された。
しかし、実際は大阪市営地下鉄・近鉄ともに積極的に案内に「ゆめはんな」は用いられず、2024年現在は近鉄ホームページのけいはんな線のページに軽く記載がある程度である。また、大阪市交通局からOsaka Metroに民営化された際に愛称が引き継がれたかどうかは定かでは無く、2025年1月19日に開業した夢洲駅 - コスモスクエア駅間が「ゆめはんな」に含まれるかは不明である。近鉄に関しては、けいはんな線の駅ホームに設置されている路線図に長らく「ゆめはんな」の文字を記載していたが、夢洲駅開業に関わる案内更新により削除している。

## 路線構成
- 大阪市営地下鉄中央線（現在のOsaka Metro中央線）：大阪府大阪市住之江区のコスモスクエア駅から大阪府東大阪市の長田駅まで (17.9 km)
- 近鉄けいはんな線：大阪府東大阪市の長田駅から奈良県奈良市の学研奈良登美ヶ丘駅まで (18.8 km)